# Giuliana Olmos
Giuliana Marion Olmos Dick (født 4. marts 1993 i Schwarzach im Pongau, Østrig) er en professionel tennisspiller fra Mexico.